# Белое (озеро, Брестский район)
Бе́лое (бел. Белае возера) — озеро в Брестском районе Брестской области, в 30 км на юг от Бреста, в бассейне реки Середовая Речка, впадающей в Западный Буг.

## География
Склоны котловины невысокие, песчаные, поросли лесом. Берега озера песчаные, с северной стороны — зыбун. Дно до глубины в 2 метра представляет собой заиленный песок, глубже — выстлано сапропелем. В различных точках котловины озера расположены подводные источники, наполняющие озеро водой. Озеро слабо зарастает (за исключением северной и южно-восточной части). Широта полосы растительности — 5-10 метров. Каналами соединено с озёрами Рогознянское и Чёрное. В озере обитают щука, лещ, линь, окунь, плотва, красноперка и другие рыбы.

## Транспортное сообщение
На берегу озера расположен посёлок Белое озеро, в 1,5 км — посёлок Берестье, в 3,8 км — деревня Збунин, связанная через трассу Р94 с Брестом. Рекреационная зона связана с Брестом регулярным автобусным сообщением

## Рекреационная зона
Озеро является широко освоенным рекреационным объектом. На берегах озера расположены несколько санаториев и баз отдыха, шале, агроусадьба. Разрешено платное любительское рыболовство.